# Воргашор
Воргашо́р — селище міського типу у складі Воркути, Республіка Комі, Росія. Поселення знаходиться за полярним колом, за 15 км від муніципального центру. Будівництво населеного пункту здійснювалося за допомогою ув'язнених ГУЛАГу.

## Етимологія
Назва поселення походить від потоку Воргашор, з мови комі перекладається як «пересихаючий струмок».

## Історія
У 1950 році почалося будівництво шахти № 19 Воркутинського вугільного басейну.
У грудні 1953 року шахта була здана в експлуатацію, будівельниками і шахтарями були в`язні Воркутлага: ЛО-19. Поруч з щахтою було закладене «Селище шахти № 19». Воно виникло у роки сталінських репресій в кінці 40-х і існувало у 50-60-х рр. як лагерний пункт .
Згодом селище було перейменоване в Воргашор.
В місті працює один з найпівнічніших кінотеатрів світу "Сєвєр", який обслуговує Воркуту і навколишні поселення.

## Демографія
| Рік       | 1989  | 2002   | 2009   | 2021 | 2024 |
| --------- | ----- | ------ | ------ | ---- | ---- |
| Населення | 24869 | 19 100 | 18 946 | 9318 | 6544 |